# Консиньи, Анн
Анн Консиньи (фр. Anne Consigny; род. 25 мая 1963, Алансон, Франция) — французская актриса.

## Биография
Анн Консиньи родилась 25 мая 1963 года в городе Алансоне в Нижней Нормандии, Франция. Она является дочерью французского государственного чиновника Пьера Консиньи, который был президентом французского Красного Креста и руководителем администрации при премьер-министре Морис Кув де Мюрвиль. Анн Консиньи была четвертым ребенком в семье из пяти человек. Один из ее братьев — писатель и публицист Тьерри Консиньи, автор книги «Смерть Лары».
На театральной сцене Анн Консиньи дебютировала в возрасте девяти лет в пьесе Жана-Луи Барро «Паж Женевьева», а уже в 18 лет вошла в парижскую труппу «Комеди Франсез», где проработала около трех лет.
В 1985 году Анн Консиньи дебютировала в кино, получив роль в фильме Мануэля де Оливейры «Атласный башмачок», португальской адаптации пьесы Поля Клоделя. После этого актриса снялась в нескольких телевизионных проектах, после чего в течение 20 лет не появлялась на экране. В кино Анн Консиньи вернулась лишь в начале 2000-х годов.
В 2002 году Консиньи снялась в фильме «Любовь зла» режиссера Изабель Нанте. Настоящее признание пришло к актрисе после участия в фильме «Набережная Орфевр, 36», где её партнерами были Жерар Депардье и Отёй. С тех пор карьера Анн Консиньи сделала стремительный взлет. В 2005 году вышла лента Стефана Бризе «Я здесь не для того, чтобы меня любили» с Патриком Шене, за которую ее номинировали на кинопремию «Сезар» как лучшую актрису. В 2007 году фильм с участием актрисы и ее партнера по съемочной площадке Матье Амальрика «Скафандр и бабочка» Джулиана Шнабеля вышел на мировые экраны. В следующем году Консиньи снова снялась с Амальриком в «Рождественской сказке» режиссера Арно Деплешена и была номинирована на «Сезара» как лучшая актриса второго плана.

## Частичная фильмография
- 1985 — Атласный башмачок / Le Soulier de Satin
- 2004 — Напарник / L'Équipier
- 2005 — Я здесь не для того, чтобы меня любили / Je ne suis pas là pour être aimé
- 2007 — Скафандр и бабочка / Le scaphandre et le papillon
- 2008 — Рождественская сказка / Un conte de Noël
- 2008 — Ларго Винч: Начало / Largo Winch
- 2008 — Враг государства № 1: Легенда / L'ennemi public n°1
- 2009 — Йон Рабе / John Rabe
- 2009 — На посошок / Le Dernier pour la route
- 2009 — Похищение / Rapt
- 2012 — Вы еще ничего не видели / Vous n'avez encore rien vu
- 2012 — Это как день посреди ночи / Ce que le jour doit à la nuit
- 2014 — Три сердца / Trois cœurs
- 2016 — Она / Elle
- 2024 — Модный дом[фр.] / La Maison (телесериал) — Мари Лёдю